# Federación Española de Padres de Niños con Cáncer
La Federación Española de Padres de Niños con Cáncer (FEPNC) es una entidad sin ánimo de lucro y de utilidad pública constituida en España en 1990 que coordina la actividad de las 21 asociaciones que la integran, todas fundadas y presididas por padres voluntarios afectados por el cáncer infantil. La entidad tiene la voluntad de representar a todos los niños y adolescentes ante las instituciones y la sociedad, con el fin de trasladar su problemática y plantear soluciones.
Actualmente, la Federación  da apoyo y ofrece servicio a más de 14.000 personas mediante sus programas de información y asesoramiento, la puesta en disposición de pisos de acogida para familias desplazadas y apoyo económico y emocional a familiares y menores. Estos servicios se engloban en el programa más importante de esta organización: el Programa de Apoyo Psicosocial y Económico para Niños con Cáncer y sus familias.

## Áreas de Actuación

### Ámbito sociosanitario
La FEPNC impulsa conciertos para llevar a cabo estudios clínicos y actuaciones destinadas a humanizar los hospitales. Además, defiende ante la administración y la sociedad las necesidades y los derechos de los afectados por el cáncer infantil. Para ello, participa en la Estrategia del Cáncer, de Cuidados Paliativos y de Infancia del Ministerio de Sanidad, Servicios Sociales e Igualdad.

### Ámbito empresarial
Desde la Federación se promueve la Responsabilidad Social Corporativa en el sector privado para sumar esfuerzos en la lucha contra el cáncer  infantil. La I Campaña de Empresas con Poderes Mágicos aglutina el esfuerzo de la FEPNC para divulgar y sensibilizar a las instituciones en pro de la RSE y las sinergias con el Tercer Sector.

#### Empresas con Poderes Mágicos[4]
La Campaña de Empresas con Poderes Mágicos, nació de la voluntad de la Federación Española de Niños con Cáncer en octubre del 2014, con el objetivo de informar y sensibilizar a las grandes empresas e instituciones acerca de la necesidad y las ventajas de integrar la Responsabilidad Social Corporativa en las políticas globales de las corporaciones.
Consiste en la solicitud de colaboración a empresas mediante un acuerdo económico, de servicios o en especie, los cuales van destinados a los proyectos sociales y de investigación que tiene la asociación.
La Responsabilidad Social Corporativa ha ido incorporándose en los últimos años en los consejos directivos de las empresas como una herramienta que legitima la existencia misma de las empresas responsables en la creación de riqueza más allá del beneficio.

### Ocio y tiempo libre
Uno de los focos de la Federación consiste en velar también por la salud psicológica de los menores y sus familias, haciendo especial hincapié en los momentos de ocio y tiempo libre. Los Encuentros Nacionales de Adolescentes y Jóvenes con Cáncer organizados desde la institución facilitan su integración social y les permiten conocer mejor la enfermedad.

### Cómo colaborar[6]
Si quieres colaborar con la causa y ayudarnos como Federación Española de Padres de Niños con Cáncer, hay diferentes vías a través de las que puedes aportar tu granito de arena. A día de hoy, uno de los mayores problemas de las organizaciones sin ánimo de lucro es que aunque cuentan con muchas manos humanitarias, la posibilidad de financiación es cada vez más complicada. Es en este sentido, las donaciones económicas suponen una ayuda imprescindible.
Otro de los aspectos muy importantes es la difusión. Puedes ayudar también de forma no económica, compartiendo el contenido o la información que encuentres interesante tanto en las redes como la página web a través de tus páginas de Facebook, Twitter o Instagram. De esta forma se alcanzará una mayor visibilidad y tú serás parte de ello.
El voluntariado es una de las experiencias más gratificantes en las que puedes participar. Puedes hacerlo tanto en la federación, colaborando en aspectos administrativos, como también trabajando con los niños en los hospitales. 

## Proyectos

### Proyecto sobre discapacidad en menores con cáncer, DISCAI
El objetivo de este proyecto es realizar un observatorio sobre las posibles discapacidades que tengan los niños y adolescentes durante el tratamiento o después del alta de su enfermedad en España.

### Programa de atención integral a adolescentes enfermos de cáncer
- Proyecto "XIV Encuentro Nacional de Adolescentes con Cáncer" - A través de este proyecto lo que se pretende es permitir la convivencia entre adolescentes con y sin secuelas debido a problemas oncológicos y con hermanos de niños que han fallecido a causa de la enfermedad, promoviendo así la autonomía y la autoestima, y favoreciendo su integración social.
- Proyecto ARAMON[8] - Salida a la nieve y montañas de Aragón. Patrocinado por Aramon.

### Programa de información y sensibilización sobre el cáncer infantil
- Campaña de Información y Sensibilización sobre el Cáncer Infantil: elaboración de materiales divulgativos.
- Campaña de Sensibilización sobre la Atención Temprana del Cáncer Infantil.
- Campaña de Empresas con Poderes Mágicos:[9] fomentando la RSE.[10]

### Programas de formación para padres y profesionales
El objetivo de este programa es proporcionar recursos especializados a los padres y a los profesionales que atienden a las familias de niños y adolescentes afectados por el cáncer.

### Programa de apoyo psicosocial y económico para niños y adolescentes con cáncer y sus familias.
El programa atiende a más de 14.000 personas al año, prestando una serie de servicios como ayuda económica, apoyo psicológico o casas de acogidas a familias que se han tenido que desplazar a causa de la enfermedad.

### Programa de ayudas de emergencia a familias de niños enfermos de cáncer en situación de pobreza y exclusión social.
Paliar las situaciones de riesgo socioeconómico de las familias con hijos en tratamiento oncológico es el objetivo principal de este programa. El apoyo económico va enfocado a cubrir las necesidades básicas que conlleven el riesgo de exclusión en la vida comunitaria.

### Proyecto ARCAHI
Proyecto para la armonización en el tratamiento del cáncer infantil y las hemopatías en España.
Dirigido por la Sociedad Española de Hematología y Oncología Pediátricas, SEHOP, este proyecto pretende ayudar al desarrollo adecuado de los ensayos clínicos académicos (protocolos de tratamiento) y cuyo primordial fin es aumentar la tasa de curación de niños con cáncer.

## Logros y reconocimientos
El trabajo de NIÑOS CON CÁNCER en se ha visto recompensado con importantes logros, sobre todo en el ámbito sociosanitario:
- Ampliación de la edad de hospitalización en unidades de oncología pediátrica hasta los 18 años en el Plan de Infancia y Adolescencia aprobado en 2018 por el Ministerio de Sanidad, Servicios Sociales e Igualdad.[12][13]
- El acompañamiento de un familiar las 24 horas en las UCIS pediátricas y pruebas médicas delicadas.[14]
- Prestación económica para los padres y madres de menores con cáncer o enfermedad grave que reduzcan su jornada para cuidarles.

Por todo ello, la institución fue reconocida con el Premio 2013 a la Mejor Organización de Apoyo al Paciente de la Fundación Tecnología y Salud. Además, en 2014, fue elegida como mejor Asociación de Apoyo al Paciente por los lectores de ConSalud.es

## Objetivos[17]
El objetivo central es paliar las múltiples dificultades que el menor y su familia encuentran ante un diagnóstico de cáncer infantil. Así, NIÑOS CON CÁNCER trabaja para que niños y adolescentes de toda España  tengan las mismas oportunidades de diagnóstico, tratamiento y supervivencia con la máxima calidad de vida.
Objetivos específicos:
- Todos los niños y adolescentes afectados de cáncer de 0 a 18 años años, deben ser tratados en Hospitales de Referencia, con Unidades multidisciplinarias de Onco-Hematología Pediátrica. Esta medida se aprobó este año en el Plan de Infancia y Adolescencia.
- Disponer de espacios adecuados para los adolescentes de 14 a 18 años, en las Unidades de Onco-Hematología Pediátricas. (No permitir su hospitalización con adultos).
- Reconocimiento de la necesidad de atención psicológica a los pacientes pediátricos y su familia en las Unidades de Onco-Hematología, por profesionales dependientes de los Centros.
- En Cuidados Paliativos, creación de Equipos de Soporte Pediátricos a Domicilio, en caso de que así lo decidan los pacientes y su familia, con las mismas garantías de atención que estando hospitalizados.
- Creación de protocolos de actuación para coordinar los profesionales de atención primaria especializada.
- Campañas destinadas a atención primaria para una detección temprana del cáncer.
- Facilitar la derivación de pacientes a otras comunidades autónomas, cuando así lo soliciten los padres.
- Creación de un Registro Nacional de Tumores Infantiles, de 0 a 18 años, cuyos datos deban ser facilitados obligatoriamente por todos los hospitales donde traten a niños y adolescentes con cáncer.
- Reconocimiento de la especialidad de Oncología Pediátrica.

## Asociaciones
NIÑOS CON CÁNCER está integrada por 21 Asociaciones sin ánimo de lucro repartidas por toda España que atienden a la familia desde el momento del diagnóstico hasta que necesiten de su apoyo.
Las asociaciones, fundadas por padres que han tenido o tienen un niño con cáncer, como la Federación, forman una red de profesionales, de Trabajadores Sociales y Psicólogos. Estos equipos ofrecen Apoyo Psicosocial y Económico, tanto en el Hospital como fuera de él, a quienes lo requieran.
Además, cuentan con 48 casas para acoger a familias que se han de desplazar por el tratamiento, evitando muchas veces la hospitalización del menor, y haciendo posible que la familia se mantenga unidad en momentos tan difíciles.
Asociaciones Federadas
- ADANO – Asociación de Padres de Niños con Cáncer de Navarra.
- ASPANOA - Asociación de Padres de Niños con Cáncer de Aragón.
- ASPANION - Asociación de Padres de Niños con Cáncer de la Comunidad Valenciana.
- ASION - Asociación de Padres de Niños con Cáncer de la Comunidad de Madrid.
- ANDEX - Asociación de Ayuda a Niños Con Cáncer de Sevilla.
- AFACMUR – Asociación de Familias de Niños con Cáncer de Murcia.
- AFANION – Asociación de Familias de Niños con Cáncer de Castilla-La Mancha.
- ARGAR - Asociación de Padres de Niños con Cáncer de Almería.
- ASANOG-Asociación de Ayuda a Niños Oncológicos de Galicia.
- ASPANOB-Asociación de Padres de Niños con Cáncer de Baleares.
- ALES – Asociación para la Lucha contra las Enfermedades de la Sangre.
- AUPA-Asociación de Padres y Madres de Niños Oncológicos de Granada.
- GALBAN – Asociación de Padres de Niños con Cáncer de Asturias.
- PYFANO – Asociación de Padres de Niños con Cáncer de Castilla y León.
- PEQUEÑO VALIENTE – Asociación de Niños con Cáncer de Las Palmas de Gran Canaria.
- FARO – Asociación Riojana de Familiares y Amigos de Niños con Cáncer.

Asociaciones Colaboradoras
- AOEX – Asociación Oncológica Extremeña.
- AFANOC – Associació de Familiars i Amics de Nens Oncològics de Catalunya
- Fundación de Oncología Infantil Enriqueta Villavecchia.